# Nampeyo (krater)
Nampeyo är en nedslagskrater på planeten Merkurius, med en diameter på ungefär 49 kilometer.
1976 uppkallades kratern efter krukmakaren Nampeyo.